# Shafter (Texas)
Shafter è una città fantasma della contea di Presidio in Texas. Secondo il Texas Attorney General's Office, la popolazione era di 11 abitanti al censimento del 2000. Prende questo nome in onore del generale William R. Shafter, che a un certo punto gestiva il vicino (per modo di dire) Fort Davis. All'inizio del 1900, sei miniere d'argento operavano nelle vicinanze di Shafter. Quando le miniere chiusero, la città morì. Successivamente è stata la location di diverse scene del film del 1971 Andromeda. A partire dal 2012, almeno una miniera d'argento, La Mina Grande, è stata riaperta dalla Aurcana Corporation.
È inserita nel National Register of Historic Places come Shafter Historic Mining District.